# گیم‌رولوشن
گیم‌رِوُلوشِن (به انگلیسی: Game Revolution) که به اختصار GR نیز شناخته می‌شود، یک وب‌گاه بازی‌های رایانه‌ای است که در آوریل ۱۹۹۶ و در برکلی، کالیفرنیا آغاز به کار کرد.

این وب‌گاه از بخش‌هایی چون، نقد بازی‌های رایانه‌ای، نمایش پیش‌نمایش، بحث و گفتگو، دانلود، معرفی بازی‌ها و داستان آن، معرفی کدهای رمز بازی‌ها و سایر موارد مربوط به بازی‌های رایانه‌ای تشکیل شده است.